# Школа № 11 (Обнинск)
Муниципа́льное бюджетное общеобразова́тельное учрежде́ние Сре́дняя общеобразова́тельная шко́ла № 11 и́мени Подо́льских курса́нтов — общеобразовательное учебное заведение муниципального подчинения города Обнинска Калужской области.
Самая большая по количеству учащихся (более 900) школа Обнинска.

## Общие сведения

### Преподавательский состав
В 2013—2014 учебном году в школе работало 71 учителей (в том числе 4 совместителей), 1 педагог-организатор, 19 педагогов дополнительного образования (в том числе 2 совместителей).

### Ученики
В 2011—2012 учебном году в школе было 35 классов и 941 ученик.

### Предшкольная подготовка детей
Школа № 11 — единственная в Обнинске, где организована предшкольная подготовка детей, финансируемая бюджетом Калужской области. Дошкольники занимаются развитием речи, введением в математику, введением в литературу, изобразительным искусством и ознакомлением с окружающим миром.

### Режим полного дня
Школа работает в режиме полного дня. Во второй половине дня ведущими преподавателями вузов города проводятся дополнительные углублённые курсы по основным предметам для всех школьников города. В школе работают студия искусств и спортивные секции и кружки. В школе организованы 4 волейбольных класса, занятия в которых ведут тренеры СДЮСШОР Александра Савина.

## История
- 1979 — В новом здании открылась новая обнинская школа № 11. Директором школы назначена Галина Андреевна Симонова.
- 1993 — В школе была создана студия искусств под руководством Людмилы Владимировны Бураченко.
- 2011 — Директором школы назначен Анатолий Афонасьевич Гераскин.

## Успехи
Школа № 11 — лауреат Всероссийского конкурса «Школа года 1997—2003 гг.».
В 2006 году школа № 11 стала победителем в конкурсе образовательных учреждений, активно внедряющих инновационные программы, в рамках национального проекта «Образование».

## Художественные коллективы на базе школы
С 1993 года в школе работает студия искусств, созданная и руководимая Людмилой Владимировной Бураченко. В штате студии 21 педагог (почти все — высшей квалификации), и в ней занимается около 200 детей. До этого Бураченко долгое время занималась хоровой студией дворца культуры завода «Сигнал», которая в начале 1990-х годов была закрыта по финансовым причинам.
Профильное направление студии — хоровое пение, по которому в школе можно получить полное образование по программе музыкальной школы. Также ведётся обучение игре на фортепиано, гитаре, скрипке, аккордеоне, баяне и синтезаторе.
В студии 6 творческих коллективов: три младших классов, ансамбли мальчиков и девочек, старший концертный хор.
С 2013 года студия будет работать не только для школы № 11, но для всех школьников города.

## Директора
- 1979—2011 — Галина Андреевна Симонова (р. 1939). Заслуженный учитель школы РСФСР (1991), Отличник народного просвещения[6]. Победитель обнинского конкурса «Человек года» в номинации «Образование» (2008)[7].
- 2011 — по настоящее время — Анатолий Афонасьевич Гераскин. В 2009—2011 годах работал начальником управления образования мэрии Обнинска, до этого — директором обнинской школы № 4[8][6].